# Wolfe-Becken
Das Wolfe-Becken (engl.: Wolfe Basin, auch Wolfe Creek Basin) ist ein Sedimentbecken im Northern Territory von Australien.
In dem Sedimentbecken befinden sich bis zu 2 km mächtige Gesteinsschichten, die im Neoproterozoikum vor 750 bis 600 Millionen Jahren entstanden. Die in dem Becken befindlichen Gesteine sind Diamiktit, Sandstein, Konglomerat und Tonstein. Es überlagert teilweise das Victoria-Becken und wird von der Kalkarindji-Provinz überlagert. Das Becken erstreckt sich bis nach Western Australia.
Das Gebiet ist geologisch wenig erkundet, es werden allerdings Diamant- und Natursteinvorkommen vermutet.